# Philotrypesis
Philotrypesis is een geslacht van vliesvleugeligen uit de familie Pteromalidae. De wetenschappelijke naam van dit geslacht is voor het eerst geldig gepubliceerd in 1878 door Förster.

## Soorten
Het geslacht Philotrypesis omvat de volgende soorten:
- Philotrypesis affinis (Westwood, 1883)
- Philotrypesis africana Grandi, 1921
- Philotrypesis angela Girault, 1915
- Philotrypesis anguliceps (Westwood, 1883)
- Philotrypesis aterrima (Saunders, 1883)
- Philotrypesis bakeri (Wiebes, 1966)
- Philotrypesis bimaculata Mayr, 1885
- Philotrypesis breviventris Abdurahiman & Joseph, 1968
- Philotrypesis caricae (Linnaeus, 1762)
- Philotrypesis cnephaea Wiebes, 1981
- Philotrypesis distillatoria Grandi, 1926
- Philotrypesis dunia Joseph, 1954
- Philotrypesis emeryi Grandi, 1926
- Philotrypesis erythraea Grandi, 1921
- Philotrypesis ficicola Ashmead, 1905
- Philotrypesis finitimorum Wiebes, 1971
- Philotrypesis grandii Wiebes, 1966
- Philotrypesis immaculata Girault, 1915
- Philotrypesis indica (Abdurahiman & Joseph, 1976)
- Philotrypesis jacobsoni Grandi, 1926
- Philotrypesis javae Girault, 1919
- Philotrypesis josephi Balakrishnan, Abdurahiman & Joseph, 1982
- Philotrypesis longicaudata Mayr, 1906
- Philotrypesis longicornis Grandi, 1921
- Philotrypesis longispinosa Joseph, 1954
- Philotrypesis longiventris Girault, 1915
- Philotrypesis marginalis Priyadarsanan, 2000
- Philotrypesis minuta Mayr, 1885
- Philotrypesis nervosa Priyadarsanan, 2000
- Philotrypesis okinavensis Ishii, 1934
- Philotrypesis palmata Joseph, 1954
- Philotrypesis parca Wiebes, 1981
- Philotrypesis pilosa Mayr, 1906
- Philotrypesis quadrisetosa (Westwood, 1883)
- Philotrypesis selenitica Grandi, 1921
- Philotrypesis silvensis Girault, 1915
- Philotrypesis similis Baker, 1913
- Philotrypesis spinipes Mayr, 1885
- Philotrypesis taiwanensis Chen, 1999
- Philotrypesis thompsoni Grandi, 1926
- Philotrypesis transiens (Walker, 1871)
- Philotrypesis tridentata Joseph, 1954
- Philotrypesis tristis Grandi, 1926
- Philotrypesis unispinosa Mayr, 1906